# کارینا آریووی
کارینا آریووی (به انگلیسی: Karina Arroyave) (زاده ۳۰ مارس ۱۹۴۷) بازیگر کلمبیایی است.
از فیلم‌های معروف او می‌توان به بازی در یک هشت هفت و در عمق زیاد اشاره کرد.